# Ken Carson (raper)
Kenyatta Lee Frazier Jr., znany jako Ken Carson (ur. 11 kwietnia 2000 w Atlancie) – amerykański raper, autor tekstów i producent muzyczny. Jego album X osiągnął 115 miejsce na liście Billboard 200.

## Kariera

### 2015-2019: początki
Frazier początkowo podpisał kontrakt z 808 Mafią w 2015 roku i zaczął wydawać muzykę na SoundCloud. Po zdobyciu popularności na scenie rapowej został odkryty przez innego rapera z Atlanty, Playboi Carti'ego i podpisał kontrakt z jego wytwórnią Opium w 2019 roku.

#### 2020-obecnie
Po podpisaniu kontraktu z Opium w 2019 roku, Frazier wydał w 2020 roku dwie EPki, Boy Barbie i Teen X. Na początku 2021 roku wydał kontynuację poprzedniej EPki, zatytułowaną Teen X: Relapsed. W tym samym roku wydał swój debiutancki album studyjny, Project X.
W lutym 2022 roku pojawił się jako gość w utworze „Gëek High” z albumu amerykańskiego rapera Yeata 2 Alivë. 8 lipca 2022 roku wydał swój drugi album studyjny, X. Zadebiutował na 115 miejscu na liście Billboard 200. W październiku 2022 roku zaprezentował wraz z innym raperem z Atlanty, SoFaygo, singel zatytułowany „Hell Yeah” z towarzyszącym mu teledyskiem. 31 października 2022 roku wydał rozszerzoną wersję swojego albumu X o nazwie „XTENDED”. 14 lutego 2023 raper wydał singiel "i need u", będący częścią wydanego później 13 października 2023 albumu  "A Great Chaos". 12 kwietnia 2024 wydał singiel „Overseas” który zajął 79 miejsce na liście Billboard 200, będący później częścią wydanej 5 lipca 2024 roku edycji deluxe albumu A Great Chaos.
Fraziera porównywano do jego mentora, Playboi Cartiego i jego albumu, Whole Lotta Red z 2020 roku.

## Dyskografia

### Albumy studyjne
| Rok  | Album | Pozycja na liście | Sprzedaż       | Certyfikat         |
| Rok  | Album | USA               | Sprzedaż       | Certyfikat         |
| ---- | --- | ----------------- | -------------- | ------------------ |
| 2021 | Project X - Wydany: 23 lipca 2021 - Wytwórnia: Opium - Format: digital download, streaming                        | –                 |                |                    |
| 2022 | X - Wydany: 8 lipca 2022 - Wytwórnia: Interscope, Opium - Format: digital download, streaming, LP                 | 115               |                |                    |
| 2023 | A Great Chaos - Wydany: 13 października 2023 - Wytwórnia: Interscope, Opium - Format: digital download, streaming | 11                | - POL: 10 000+ | - POL: złota płyta |
| 2025 | More Chaos - Wydany: 11 kwietnia 2025 - Wytwórnia: Interscope, Opium - Format: digital download, streaming, LP    | –                 |                |                    |

### Mixtape
| Tytuł                        | Informacje                                                       |
| ---------------------------- | ---------------------------------------------------------------- |
| Lost Files 2                 | - Wydany: 12 lipca 2021 - Format: Digital download, streaming    |
| Lost Files 3                 | - Wydany: 29 stycznia 2022 - Format: Digital download, streaming |
| X TWO THREE (Lost Files 3.5) | - Wydany: 08 czerwca 2022 - Format: Digital download, streaming  |
| Lost Files 4                 | - Wydany: 03 stycznia 2023 - Format: Digital download, streaming |

### EP
| Tytuł            | Informacje                                                       |
| ---------------- | ---------------------------------------------------------------- |
| Boy Barbie       | - Wydany: 1 maja 2020 - Format: Digital download, streaming      |
| Teen X           | - Wydany: 14 sierpnia 2020 - Format: Digital download, streaming |
| Lost Files       | - Wydany: 20 stycznia 2021 - Format: Digital download, streaming |
| Teen X: Relapsed | - Wydany: 31 stycznia 2021 - Format: Digital download, streaming |